# Mussorgski (Adelsgeschlecht)

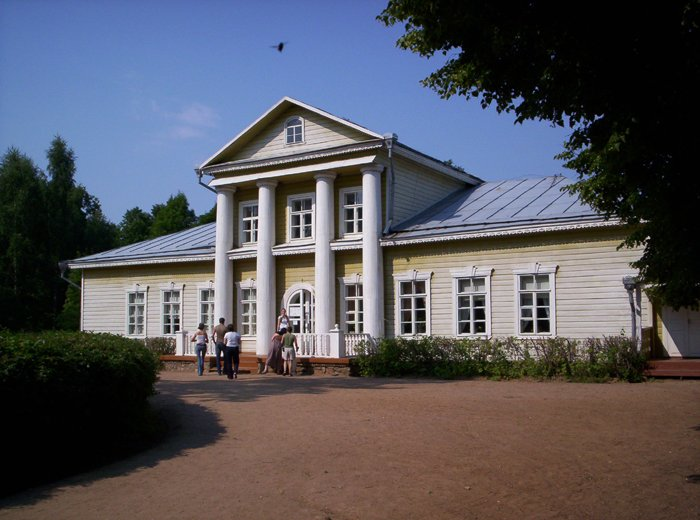
Mussorgski-Museum in Oblast Pskow

Mussorgski (russisch Мусоргский) ist der Name einer alten russischen Adelsfamilie. Die Familie ist ein Zweig der Familie der Bojaren Monastirjew, den Nachkommen  Ruriks aus der Linie der Fürsten von Smolensk. 
Der Stammvater der Familie Mussorgski ist Roman Wassiljewitsch Monastirjew-Mussorga (ein Nachfahre Ruriks in der 18. Generation).

## Personen
- Modest Petrowitsch Mussorgski